# Maël-Carhaix

Maël-Carhaix este o comună în departamentul  Côtes-d'Armor, Franța. În 1 ianuarie 2022 avea o populație de 1.455 de locuitori.